# Meurtres à Sandhamn
Meurtres à Sandhamn (Morden i Sandhamn) est une série suédoise diffusée depuis le 21 décembre 2010 sur TV4. C'est l'adaptation de la série de romans du même titre écrits par Viveca Sten. L'action se déroule sur l'île de Sandhamn dans le Comté de Stockholm.
Chaque saison de trois épisodes correspond à un des romans de la série. À partir de la sixième saison, chaque saison est composée de quatre épisodes de 90 minutes (souvent découpés en deux parties de 45 minutes) et à partir de la huitième saison de trois épisodes de 90 minutes.
Il existe aujourd'hui neuf saisons dont la sixième a été diffusée en avril 2018, la septième en août 2020, la huitième en août 2022 et la neuvième en avril 2023 sur TV4.
Elle est diffusée à partir de janvier 2016 sur ZDFneo en Allemagne (sous le titre Mord im Mittsommer).
En France, les deux premières saisons sont diffusées sur Arte les 29 janvier et 5 février 2015, puis les 3 saisons suivantes les 1er, 8 et 15 septembre 2016. La sixième saison est diffusée à partir du 4 avril 2019, la septième à partir du 7 janvier 2022, la huitième à partir du 1er septembre 2023 et la neuvième à partir du 22 septembre 2023.
La Une en Belgique a commencé à diffuser la série à partir du 17 juillet 2016. Les huitième et neuvième saisons sont diffusées du 27 juillet au 31 août 2023.
La série a été renouvelée pour une dixième saison.

## Distribution
- Jakob Cedergren (VF : Guillaume Lebon) : Thomas Andreasson (saisons 1-6)
- Alexandra Rapaport (VF : Stéphanie Lafforgue) : Nora Linde
- Nicolai Cleve Broch : Alexander Forsman (à partir de la saison 7)
- Anki Lidén (VF : Céline Monsarrat) : Margit
- Sandra Andreis (VF : Dominique Vallée) : Mia Holmgren (saisons 2-6)
- Ane Dahl Torp (VF : Barbara Beretta) : Pernilla
- Alba August : Lina Rosén
- Lars Amble (VF : Hervé Jolly) : Harald
- Louise Edlind (VF : Marion Game) : Monica
- Lion Mon H. Wallén (VF : Nolan Baugin) : Simon
- Ping Mon H. Wallén (VF : Lou Debuquet) : Anna
- Jonas Malmsjö (VF : Adrien Antoine) : Henrik Linde
- Sofia Pekkari (VF : Chloé Berthier) : Carina (saison 1)
- Harriet Andersson (VF : Denise Metmer) : Signe
- Lena Nilsson (VF : Pauline Brunel) : Kicki
- Shirin Golchinl : Miriam (à partir de la saison 7)
- Gustaf Hammarsten : Bengt-Olof Stenmark (à partir de la saison 7)
- Julius Fleischanderl : Valpen (à partir de la saison 8)

 Source et légende : version française (VF) sur RS Doublage et selon le carton de doublage français.

## Épisodes

### Saison 1 (2010):La Reine de la Baltique(I de lugnaste vatten)
- Épisode 1
- Épisode 2
- Épisode 3

### Saison 2 (2012):Du Sang sur la Baltique(I den innersta kretsen)
- Épisode 1
- Épisode 2
- Épisode 3

### Saison 3 (2013):Les Nuits de la Saint-Jean(I grunden utan skuld)
- Épisode 1
- Épisode 2
- Épisode 3

### Saison 4 (2014):Les Secrets de l'île(I natt är du död)
- Épisode 1
- Épisode 2
- Épisode 3

### Saison 5 (2015):Au Cœur de l'été(I stundens hetta)
- Épisode 1
- Épisode 2
- Épisode 3

### Saison 6 (2018)
À partir de cette saison, les épisodes sont de 90 minutes.
1. Le Prix à payer (I maktens skugga)
2. Au nom de la vérité (I sanningens namn)
3. À la vie, à la mort (I fel sällskap)
4. Un Goût amer (I nöd och lust)

### Saison 7 (2020)
1. Mensonges bleus (Blå lögner)
2. Les Jumeaux (Tvillingarna)
3. La Promesse (Löftet)
4. Vicky (Vicky)

### Saison 8 (2022)
En août 2020, il a été annoncé qu'une huitième saison serait enregistrée. Le tournage s'est déroulé jusqu'en octobre 2021.
1. Angelica
2. Lili
3. Olivia

### Saison 9 (2023)
1. Nadia
2. Esther
3. Max

### Saison 10 (2024)
La tournage de la saison 10 commence pendant l'été 2023.
1. Madeleine
2. Nikki et Evelina
3. Brigitte

## Commentaire
- Arte a modifié la numérotation des saisons. Pour la chaîne franco-allemande il y a 16 saisons, et pour TV4 il y en a 8.

## Commercialisation en DVD[17]
En France, les dvd sont commercialisés depuis août 2018. Les deux premiers coffrets comprennent les saisons 1&2 et 3&4. Le 3e coffret comprend l'intégralité de la saison 5 et les deux premiers épisodes de la saison 6, considérés comme saison 6 et saison 7. Depuis, chaque saison comprend un épisode.
- Le 21 août 2018, sortie d'un coffret de deux DVD des saisons 1&2[18].
- Le 4 septembre 2018, sortie d'un coffret de deux DVD des saisons 3&4[19].
- Le 7 mai 2019, sortie d'un coffret de trois DVD des saisons 5 à 7 (comprenant la S05 et les épisodes 6-01 et 6-02)[20].
- Le 15 octobre 2019, sortie d'un coffret de deux DVD des saisons 8&9 (comprenant les épisodes 6-03 et 6-04)[21].
- Le 5 octobre 2021, sortie d'un coffret de deux DVD des saisons 10&11 (comprenant les épisodes 7-01 et 7-02)[22].
- Le 2 novembre 2021, sortie d'un coffret de deux DVD des saisons 12&13 (comprenant les épisodes 7-03 et 7-04)[23].
- Le 5 septembre 2023, sortie d'un coffret de deux DVD des saisons 14&15 (comprenant les épisodes 8-01 et 8-02)[24].
- Le 19 septembre 2023, sortie d'un coffret de deux DVD des saisons 16&17 (comprenant les épisodes 8-03 et 9-01)[25].
- Le 3 octobre 2023, sortie d'un coffret de deux DVD des saisons 18&19 (comprenant les épisodes 9-02 et 9-03)[26].
- Le 15 octobre 2019, sortie de l'intégrale de neuf DVD des saisons 1 à 9 (comprenant les épisodes 1-01 à 6-04)[27].
- Le 2 novembre 2021, sortie de l'intégrale de quatre DVD des saisons 10 à 13 (comprenant les épisodes 7-01 à 7-04)[28].
- Le 3 octobre 2023, sortie de l'intégrale de six DVD des saisons 14 à 19 (comprenant les épisodes 8-01 à 9-03)[29].